# لیندر پیس
 لیندر پیس (انگلیسی: Leander Paes؛ زادهٔ ۱۷ ژوئن ۱۹۷۳) یک تنیس‌باز اهل هند است.او درحال حاضر ساکن بمبئی است. 
لیندر پیس شش عنوان مهم را در کارنامه افتخارات خود  میبیند،اما عنوان سومی لیندر در بازی های المپیک تابستانی،مهم ترین آنها بود.